# Крае, Ламберт
Ламберт Крае (Краэ) (нем. Lambert Krahe; 1712—1790) — немецкий живописец и коллекционер произведений искусства. Основатель и первый директор Дюссельдорфской академии искусств.

## Биография
Ламберт Крае Родился 15 марта 1712 года в Дюссельдорфе в семье курфюрстского чиновника. О его раннем образовании ничего не известно. Его покровителем был Фердинанд фон Плеттенберг (Ferdinand von Plettenberg) — государственный деятель, который в 1736 году был назначен на должность Императорского посланника папского двора. В следующем году Плеттенберг внезапно умер, и Крае нашел поддержку в Риме, у немецких иезуитов. Его новыми покровителями стали Алессандро Альбани и Иоганн Винкельман. В это время Ламберт работал в студиях итальянского художника Marco Benefial и французского Pierre Subleyras; тогда же он начал собирать свою художественную коллекцию.
В 1749 году, по рекомендации государственного секретаря Ватикана Сильвио Валенти Гонзага, на средства курфюрста Баварии Карла IV Теодора, Ламберт Крае расписывал алтарь для Церкви иезуитов в Мангейме. В 1756 году он стал заведующим Художественной галереи Дюссельдорфа. Позже курфюрст назначил его руководить созданием новых галерей в Мангейме и Мюнхене. В 1761 году ему было поручено расписать потолок в библиотеке и банкетных залах дворца Бенрат.
В 1762 году Крае открыл художественную школу, которая в 1773 году была преобразована в Дюссельдорфскую академию искусств, он же стал её первым директором. Одним из наиболее известных его учеников был Мориц Келлерхофен; его собственный сын, Петер Жозеф, стал архитектором.
Из-за болезни глаз в последние годы жизни художник не писал картин. Он умер 2 ноября 1790 года в Дюссельдорфе.

## Коллекция
Начав собирать свою коллекцию в Риме, Крае пополнял её во время своих поездок по Германии, Голландии и Франции — в результате она включала в себя более трёхсот картин и около тысячи рисунков и гравюр XV-XVIII веков. Главной частью коллекции являлись графические произведения Рафаэля, Микеланджело и Паоло Веронезе; в неё также входили гравюры Альбрехта Дюрера, Мартина Шонгауэра и офорты Рембрандта.
В 1778 году коллекция была куплена графством Берг; начиная с 1932 года, большая её часть находится в музее Кунстпаласт в Дюссельдорфе, меньшая — в музее Вальрафа-Рихарца в Кёльне, а также в музее Лувра.